# Víctor Llona
Victor Llona Gastañeta (Lima, 1886 - San Francisco, 1953), traductor peruano que transcurrió la mayor parte de su vida en Francia y en los Estados Unidos.

## Biografía
Se establece en París en 1920, decidido a convertirse en traductor literario. Se gana la confianza de los editores parisinos y, en una década, traduce una veintena de libros: El gran Gatsby de Scott Fitzgerald , obras de Ambrose Bierce, Ezra Pound, Theodore Dreiser, Sherwood Anderson , Ernest Hemingway, Edna Ferber, Willa Cather, y varios libros del autor anglo-argentino William Henry Hudson (1841-1922). Por otra parte, traduce obras de Il Nicolas Gogol, Iliá Ilf y Alekséi Tolstói, en colaboración con un traductor ruso. 